# Phoebe fryana
Phoebe fryana là một loài bọ cánh cứng trong họ Cerambycidae.